# Eterni (singolo)
Eterni è un singolo del gruppo musicale italiano Zero Assoluto, il terzo estratto dall'album Di me e di te e pubblicato il 19 agosto 2016.

## Video musicale
Il videoclip, diretto da Giacomo Triglia, è stato pubblicato in concomitanza del lancio del singolo attraverso il canale YouTube del duo.
Il video rende omaggio ai videogiochi anni 80 e ai film e telefilm che richiamano quel periodo come Stranger Things, I Goonies, Incontri ravvicinati del terzo tipo ed E.T. l'extraterrestre.